# Сарома

44°1′4″ пн. ш. 143°46′29″ сх. д. / 44.01778° пн. ш. 143.77472° сх. д.
Саро́ма (яп. 佐呂間町, さろまちょう, МФА: [saɾoma t͡ɕoː]) — містечко в Японії, в повіті Токоро округу Охотськ префектури Хоккайдо. Станом на 1 жовтня 2008 року площа містечка становила 404,99 км². Станом на 31 березня 2017 населення містечка становило 5293 осіб.